# Empoli
Empoli (phát âm tiếng Ý: [ˈempoli]) là một thị trấn và đô thị ở Thành phố đô thị Florence, Toscana, Ý, cách Florence khoảng 30 km (20 dặm) về phía tây nam, về phía nam sông Arno trong một đồng bằng được hình thành bởi dòng sông. Đồng bằng đã được sử dụng cho nông nghiệp từ thời La Mã. Lãnh thổ của xã trở thành đồi núi khi rời khỏi sông. Empoli nằm trên tuyến đường sắt chính từ Florence đến Pisa và là điểm phân chia của tuyến đến Siena. Empoli có truyền thống lâu đời là một trung tâm nông nghiệp, đã được đặt tên cho một loại atisô địa phương.

## Lịch sử
Các phát hiện khảo cổ đã tiết lộ rằng Empoli đã được định cư từ thời kỳ đầu của Đế quốc La Mã và tiếp tục tồn tại cho đến thế kỷ thứ 4 sau Công nguyên. Con sông đóng vai trò như một phương tiện giao thương để buôn bán các sản phẩm nông nghiệp, cùng với các loại amphorae (bình gốm) của địa phương. Trong Tabula Peutingeriana (Bản đồ Peutinger) của thế kỷ thứ 4, Empoli được gọi "in portu" ("ở cảng") là một cảng sông trên con đường La Mã "Via Quinctia", dẫn từ Fiesole và Florence đến Pisa. Empoli cũng nằm trên Via Salaiola, nối với các ao muối của Volterra.
Từ thế kỷ thứ 8 Empoli được hợp nhất thành một thị trấn xung quanh lâu đài, được gọi là Emporium hoặc Empolis. Năm 1119 nó được đưa vào tài sản của bá tước Guidi. Năm 1182 nó nằm dưới sự cai trị của Florentine. Năm 1260, sau Trận Montaperti, Empoli là trụ sở của một hội đồng nổi tiếng trong đó Farinata degli Uberti phản đối việc phá hủy Florence.
Sau này Empoli trở thành một pháo đài quan trọng nên liên tục bị cướp phá và tấn công. Năm 1530, sự sụp đổ của nó đánh dấu sự kết thúc nền độc lập của Cộng hòa Florentine.